# 3 de agosto
3 de agosto é o 215.º dia do ano no calendário gregoriano (216.º em anos bissextos). Faltam 150 dias para acabar o ano.

## Eventos históricos

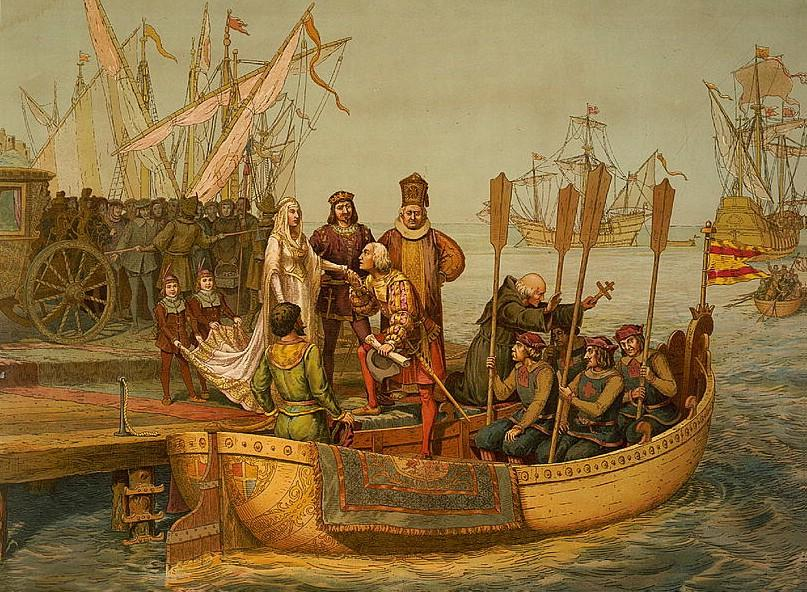
1492: Cristóvão Colombo zarpa de Palos de la Frontera

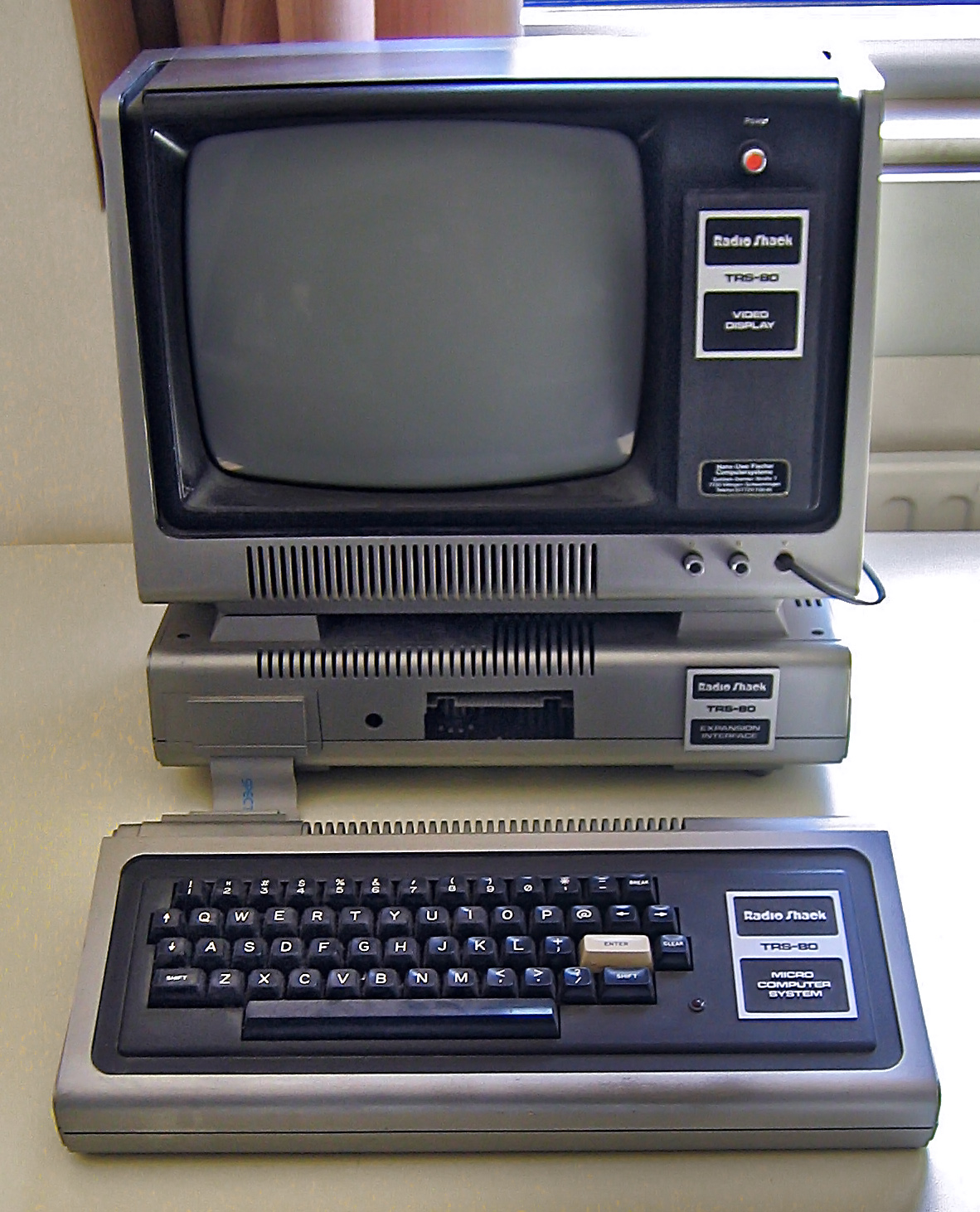
1977: Lançamento do TRS-80 da Tandy Corporation

- 0008 — Tibério, general do Império Romano, derrota os dálmatas no rio Bosna.
- 0070 — É extinto o incêndio resultante da destruição do Segundo Templo em Jerusalém.
- 0435 — Nestório, considerado o originador do Nestorianismo, é deposto e exilado em um mosteiro no Egito pelo imperador romano Teodósio II.
- 0881 — Batalha de Saucourt-en-Vimeu: Luís III de França derrota os vikings, acontecimento celebrado no poema Canção de Ludwig.
- 1031 — Olavo II da Noruega é canonizado como Santo Olavo.
- 1057 — Frederik van Lotharingen eleito como primeiro papa belga Estêvão IX.
- 1342 — Começa o Cerco de Algeciras durante a Reconquista Espanhola.
- 1492 — Cristóvão Colombo zarpa de Palos de la Frontera, na Espanha.
- 1601 — Guerra Longa: a Áustria captura a Transilvânia na Batalha de Goroszló.
- 1645
  - Invasões holandesas no Brasil: Insurreição Pernambucana: ocorre a Batalha do Monte das Tabocas entre as forças da Companhia Holandesa das Índias Ocidentais e a milícia luso-brasileira.
  - Guerra dos Trinta Anos: a Segunda Batalha de Nördlingen vê as forças francesas derrotando as do Sacro Império Romano-Germânico.
- 1778 — Inaugurado o Teatro alla Scala em Milão com a estreia da ópera Europa riconosciuta de Antonio Salieri.
- 1795 — Assinado o Tratado de Greenville, terminando com a Guerra Indígena do Noroeste no Território de Ohio.
- 1811 — Primeira subida do Jungfrau, terceiro cume mais alto dos Alpes Berneses, pelos irmãos Johann Rudolf e Hieronymus Meyer.
- 1900 — É fundada a Firestone Tire and Rubber Company.
- 1903 — Os rebeldes macedônios em Kruševo proclamam a República de Kruševo, que durou apenas dez dias antes que os turcos otomanos devastassem a cidade.
- 1905 —  A composição Os Mestres Cantores de Nuremberg, do compositor Richard Wagner, é apresentada pela primeira vez no Brasil, na cidade do Rio de Janeiro, da capital da época.
- 1914 — Primeira Guerra Mundial: Alemanha declara guerra contra a França, enquanto a Romênia declara sua neutralidade.
- 1936 — Jesse Owens vence os 100 metros rasos, derrotando Ralph Metcalfe, nas Olimpíadas de Berlim.
- 1940 — Segunda Guerra Mundial: as forças italianas iniciam a invasão da Somalilândia britânica.[1]
- 1949 — A Basketball Association of America e a National Basketball League finalizam a fusão, que criaria a National Basketball Association.
- 1958 — O primeiro submarino nuclear do mundo, o USS Nautilus, torna-se o primeiro navio a completar uma travessia submersa do Polo Norte geográfico.
- 1959 — A força policial do Estado de Portugal, PIDE, dispara contra trabalhadores em greve em Bissau, na Guiné Portuguesa, matando mais de 50 pessoas.
- 1960 — Níger conquista a independência da França.
- 1961 — O presidente Jânio Quadros instituiu o Grupo de Organização da Comissão Nacional de Atividades Espaciais, assim o Brasil foi um dos primeiros países a investir em pesquisa espacial.
- 1967 — A Venezuela se incorpora à Associação Latino-Americana de Livre Comércio.
- 1972 — O Senado dos Estados Unidos ratifica o Tratado sobre Mísseis Antibalísticos.
- 1975 — Um Boeing 707 particular fretado atinge o pico de uma montanha e cai perto de Agadir, Marrocos, matando 188.
- 1977 — A Tandy Corporation anuncia o TRS-80, um dos primeiros computadores pessoais produzidos em massa.
- 1997 — A mais alta estrutura independente do Hemisfério Sul, a Sky Tower no centro de Auckland, na Nova Zelândia, é inaugurada após dois anos e meio de construção.
- 2004 — O pedestal da Estátua da Liberdade reabre depois de ser fechado desde os ataques de 11 de setembro.
- 2005 — O presidente da Maaouya Ould Sid'Ahmed Taya é derrubado em um golpe militar enquanto participava do funeral do rei Fahd na Arábia Saudita.
- 2007 — O ex-vice-diretor da polícia secreta chilena Raúl Iturriaga é capturado após ter fugido após uma condenação por sequestro.
- 2014
  - Começa o genocídio yazidi pelo Estado Islâmico do Iraque e do Levante (EIIL).[2]
  - Um terremoto de magnitude 6,1 mata pelo menos 617 pessoas e fere mais de 2 400, mais de 12 000 casas desabaram em Yunnan, China.
- 2018 — Dois homens vestidos com burca matam 29 pessoas e ferem mais de 80 em um ataque suicida a uma mesquita xiita no leste do Afeganistão.[3]
- 2019 — Seiscentos manifestantes, incluindo o líder da oposição Lyubov Sobol, são presos em um protesto eleitoral em Moscou, na Rússia.[4]
- 2023 — As grandes inundações atingem grandes partes da Eslovênia.

## Nascimentos

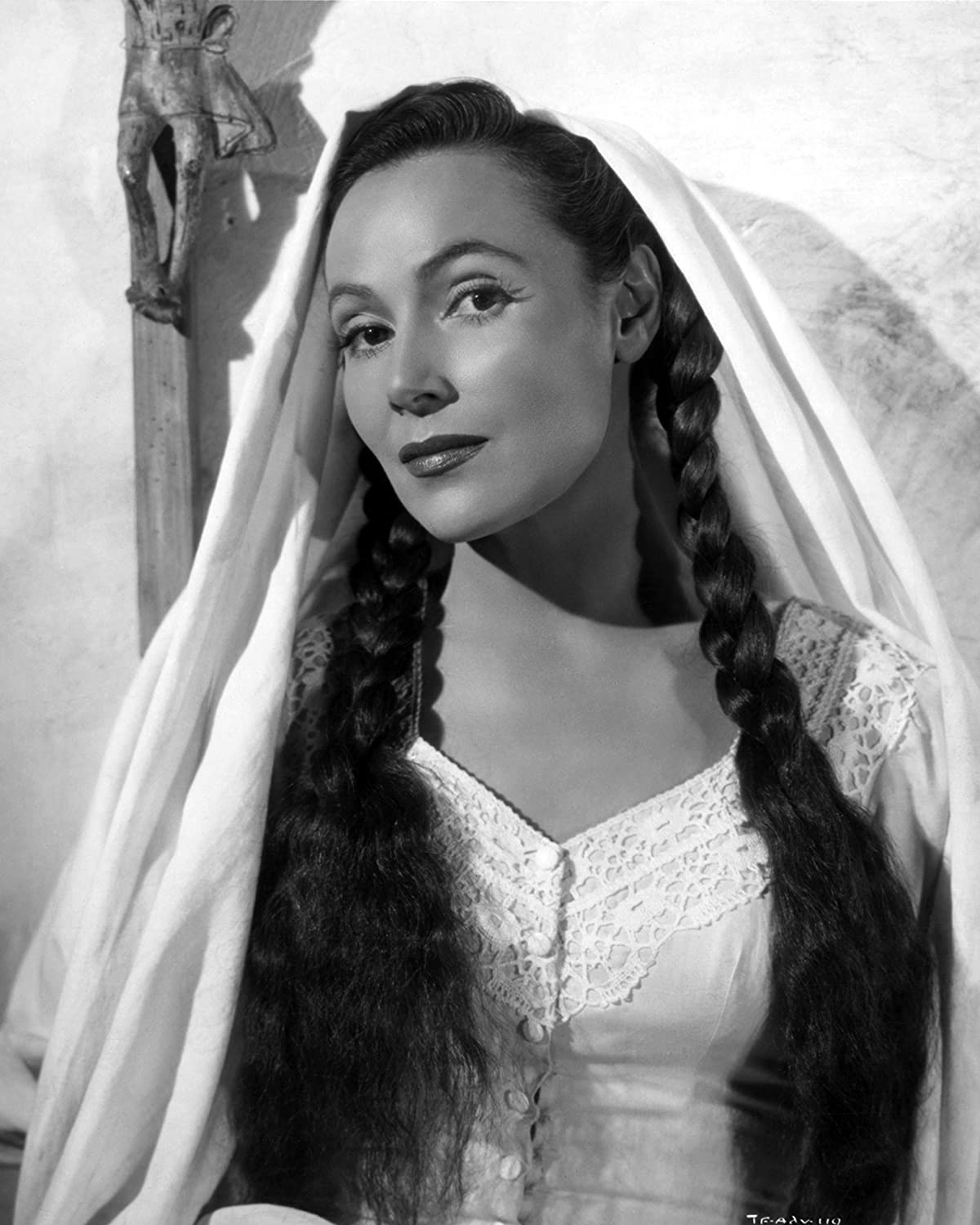
Dolores del Río

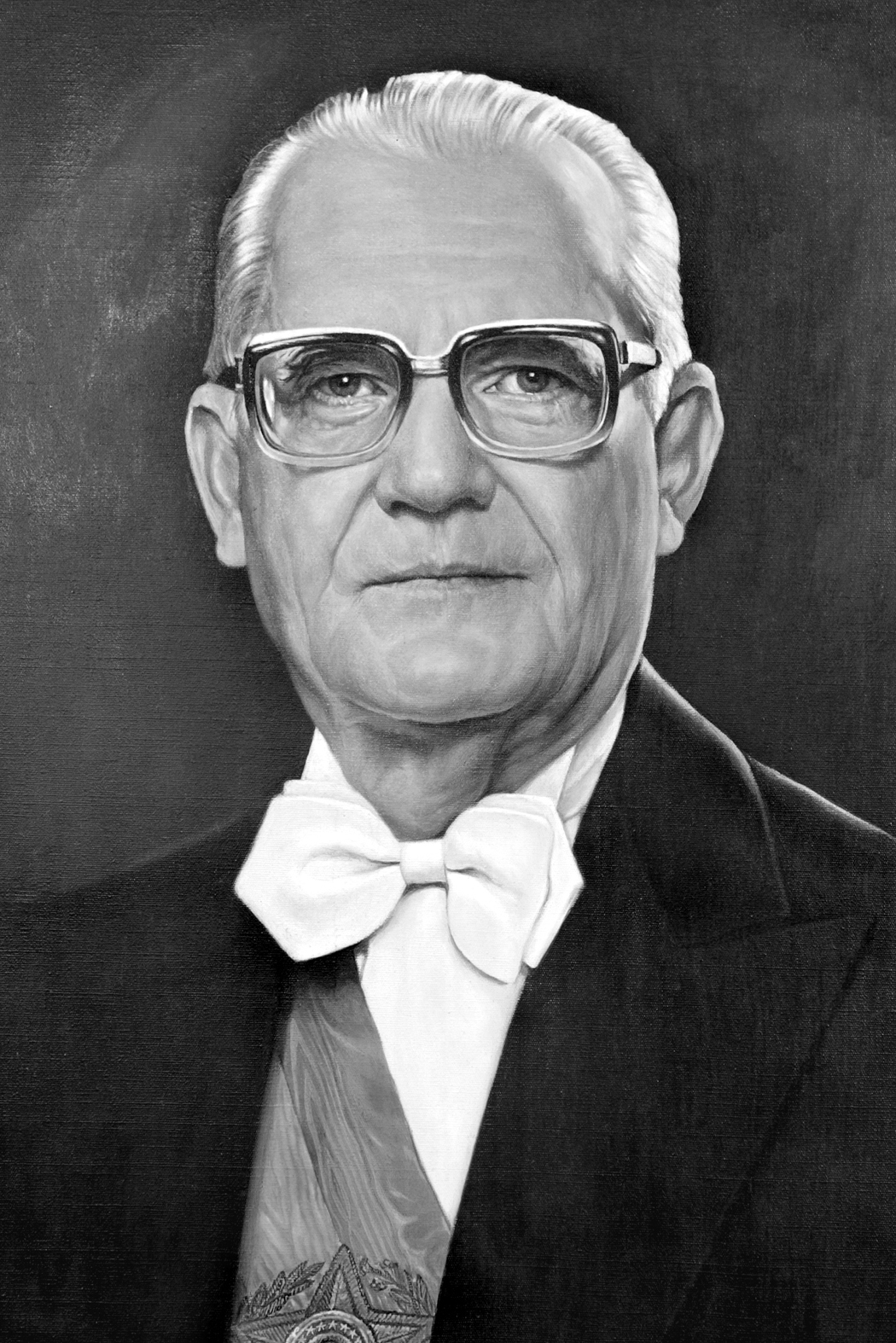
Ernesto Geisel

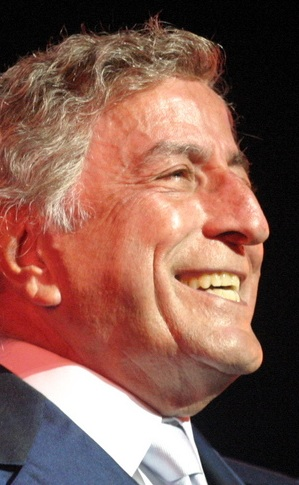
Tony Bennett

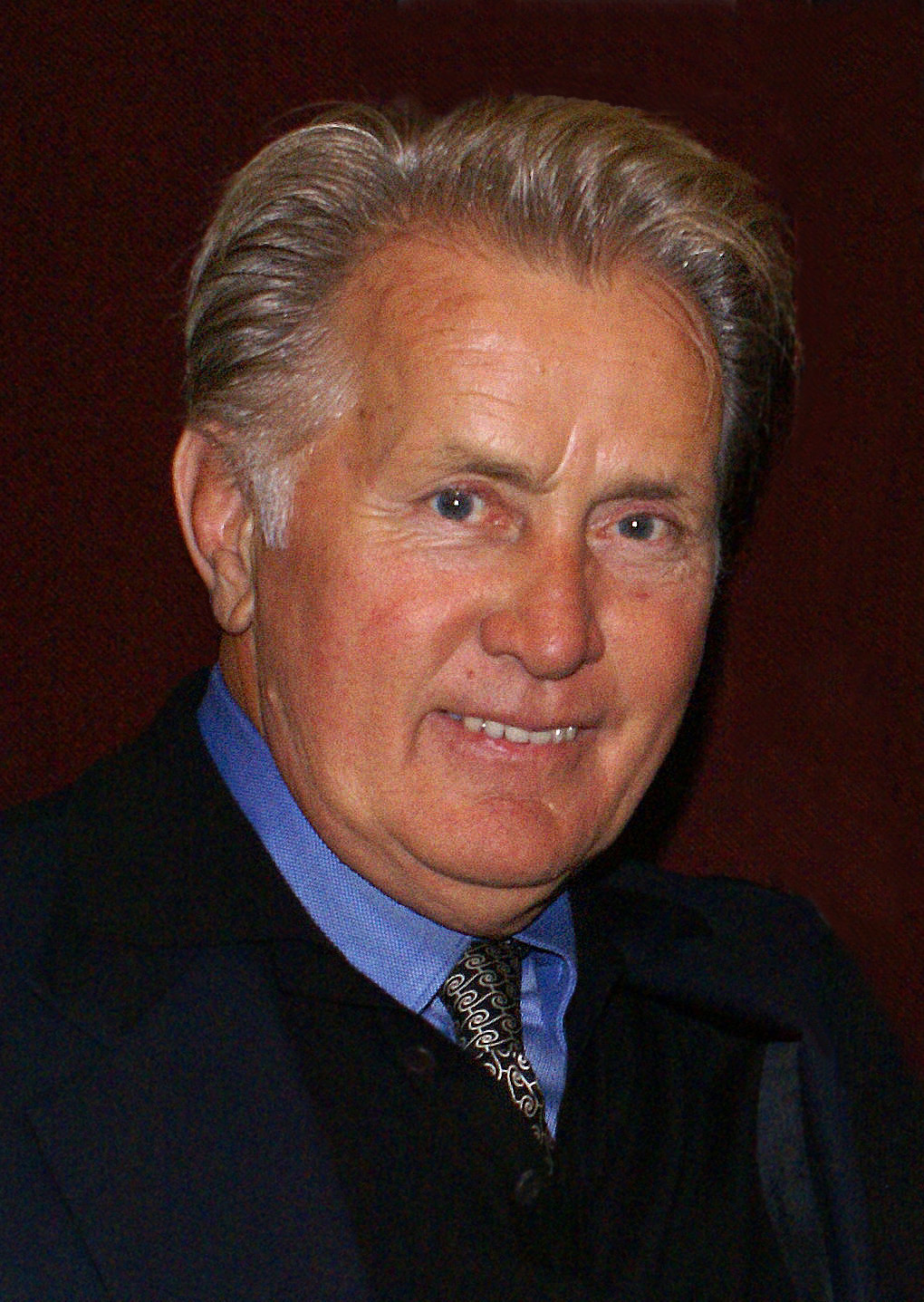
Martin Sheen

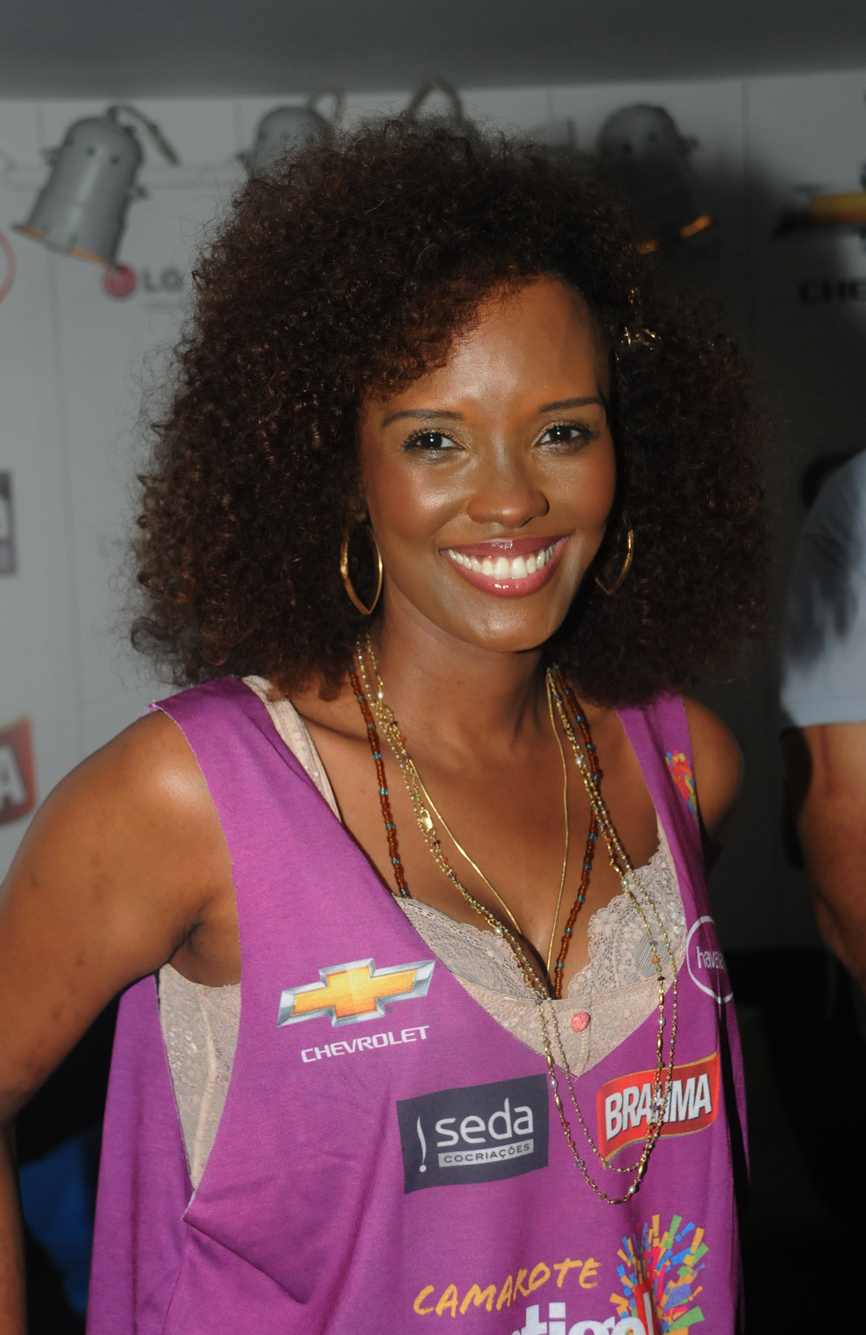
Isabel Fillardis

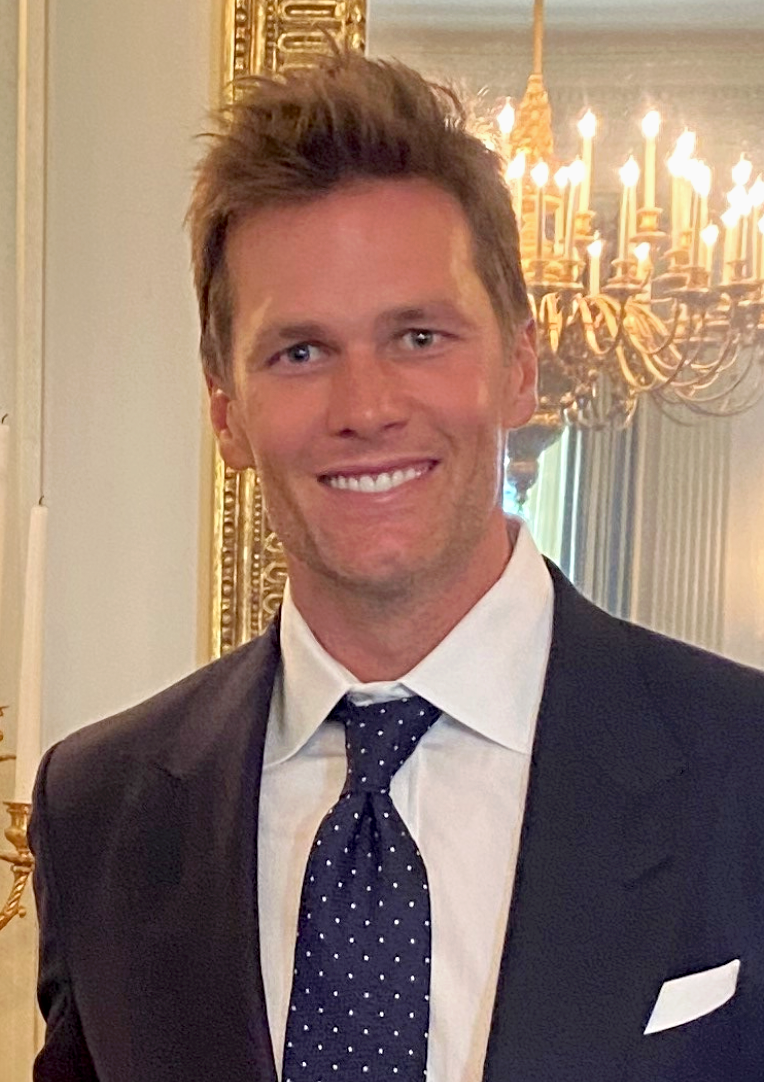
Tom Brady

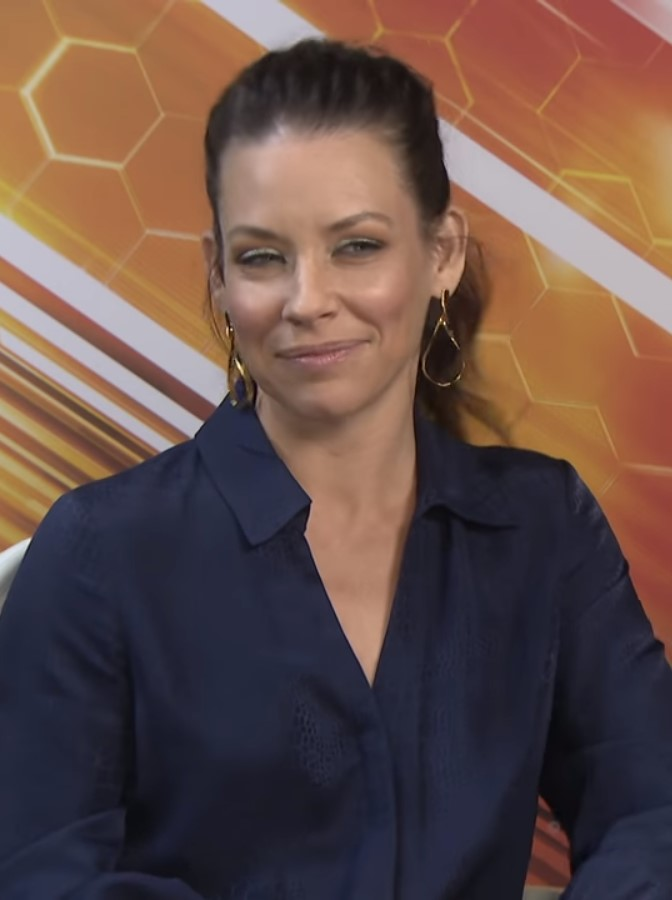
Evangeline Lilly

### Anteriores ao século XIX
- 1491 — Maria de Jülich-Berg, duquesa e condessa alemã (m. 1543).
- 1654 — Carlos I de Hesse-Cassel (m. 1730).
- 1695 — Antonio Cocchi, escritor, médico e naturalista italiano (m. 1758).
- 1697 — Manuel de Bragança, Infante de Portugal (m. 1766).
- 1746 — James Wyatt, arquiteto britânico (m. 1813).
- 1748 — Ricardo Franco de Almeida Serra, militar português (m. 1809).
- 1749 — Domenico Alberto Azuni, jurista e magistrado italiano (m. 1827).
- 1766 — Kurt Sprengel, botânico alemão (m. 1833).
- 1770 — Frederico Guilherme III da Prússia (m. 1840).

### Século XIX
- 1803 — Joseph Paxton, jardineiro e arquiteto britânico (m. 1865).
- 1808 — Hamilton Fish, advogado e político estadunidense (m. 1893).
- 1811 — Elisha Otis, inventor estadunidense (m. 1861).
- 1817 — Alberto, Duque de Teschen, militar austríaco (m. 1895).
- 1832 — Ivan Zajc, maestro e compositor croata (m. 1914).
- 1840 — John Bigham, 1.º Visconde Mersey, político inglês (m. 1929).
- 1851 — George F. FitzGerald, físico irlandês (m. 1901).
- 1867 — Stanley Baldwin, político britânico (m. 1947).
- 1872 — Haakon VII da Noruega (m. 1957).
- 1884 — Josias Braun-Blanquet, botânico suíço (m. 1980).
- 1887 — Rupert Brooke, poeta britânico (m. 1915).
- 1888
  - Allen Holubar, ator, diretor e roteirista estadunidense (m. 1923).
  - August Kubizek, maestro e escritor austríaco (m. 1956).
- 1897 — Gabriel Acacius Coussa, religioso sírio (m. 1962).
- 1898 — Otto Preißecker, patinador artístico austríaco (m. 1963).
- 1899 — Louis Chiron, automobilista monegasco (m. 1979).
- 1900
  - Jacqueline Gadsden, atriz estadunidense (m. 1986).
  - Ernie Pyle, jornalista estadunidense (m. 1945).
  - Fernand Canteloube, ciclista francês (m. 1976).

### Século XX

#### 1901–1950
- 1901 — Casiano Chavarría, futebolista boliviano (m. ?).
- 1902
  - Genolino Amado, escritor, professor e jornalista brasileiro (m. 1989).
  - Carlos Cachaça, compositor brasileiro (m. 1999).
- 1903
  - Habib Bourguiba, político tunisiano (m. 2000).
  - Fahri Korutürk, militar e político turco (m. 1987).
- 1904
  - Clifford D. Simak, escritor estadunidense (m. 1988).
  - Dolores del Río, atriz mexicana (m. 1983).
- 1905 — Franz König, cardeal austríaco (m. 2004).
- 1906 — Alexandre Trauner, diretor de arte húngaro (m. 1993).
- 1907
  - Ernesto Geisel, militar e político brasileiro, 29.° presidente do Brasil (m. 1996).
  - Henri De Deken, futebolista belga (m. 1960).
- 1909 — Neal Elgar Miller, psicólogo norte-americano (m. 2002).
- 1911 — Pierina Gilli, enfermeira e visionária católica italiana (m. 1991).
- 1912 — Otto Siffling, futebolista argentino (m. 1939).
- 1916 — José Manuel Moreno, futebolista argentino (m. 1978).
- 1917 — Rudolf Gnägi, político suíço (m. 1985).
- 1918
  - Sidney Gottlieb, químico estadunidense (m. 1999).
  - Maria Aurèlia Capmany, escritora espanhola (m. 1991).
- 1919 — Zilda Paim, educadora, historiadora, folclorista e pintora brasileira (m. 2013).
- 1920 — P. D. James, escritora britânica (m. 2014).
- 1923
  - Jean Hagen, atriz estadunidense (m. 1977).
  - Humberto Saavedra, futebolista boliviano (m. ?).
- 1924
  - Leon Uris, romancista estadunidense (m. 2003).
  - Karl Gotch, lutador belga (m. 2007).
- 1925
  - Dom Um Romão, compositor e músico brasileiro (m. 2005).
  - Robert Howe, tenista australiano (m. 2004).
  - Alain Touraine, sociólogo francês (m. 2023).
- 1926
  - Tony Bennett, cantor estadunidense (m. 2023).
  - Rona Anderson, atriz britânica (m. 2013).
  - Rushdy Abaza, ator egípcio (m. 1980).
- 1927 — Gordon Scott, ator estadunidense (m. 2007).
- 1928 — Cécile Aubry, atriz francesa (m. 2010).
- 1929 — Zdzisław Krzyszkowiak, atleta polonês (m. 2003).
- 1934 — Jonas Savimbi, político angolano (m. 2002).
- 1935
  - Georgi Shonin, cosmonauta russo (m. 1997).
  - Elsa Cárdenas, atriz mexicana.
- 1937
  - Andrés Gimeno, tenista espanhol (m. 2019).
  - Décio Crespo, futebolista brasileiro (m. 2019).
  - Dener Pamplona de Abreu, estilista brasileiro (m. 1978).
- 1939
  - George Whitesides, químico norte-americano.
  - Jimmy Nicol, músico britânico.
- 1940
  - Martin Sheen, ator estadunidense.
  - Lance Alworth, ex-jogador de futebol americano estadunidense.
- 1941
  - Hage Geingob, político namibiano (m. 2024).
  - Martha Stewart, empresária e apresentadora de televisão norte-americana.
- 1943
  - Cristina da Suécia.
  - Béla Bollobás, matemático húngaro-britânico.
- 1944 — Nino Bravo, cantor espanhol (m. 1973).
- 1946 — Jacques Teugels, futebolista belga (m. 2024).
- 1947 — Dick Pope, diretor de fotografia britânico (m. 2024).
- 1948
  - Jean-Pierre Raffarin, político e jurista francês.
  - Péter Juhász, futebolista húngaro (m. 2024).
- 1950
  - John Landis, ator, diretor, roteirista e produtor de cinema estadunidense.
  - Ernesto Samper, político e economista colombiano.
  - Waldemar Cierpinski, ex-fundista alemão.

#### 1951–2000
- 1951
  - Tony da Gatorra, instrumentista brasileiro.
  - Jay North, ator estadunidense (m. 2025).
  - Hans Schlegel, astronauta alemão.
- 1952
  - Osvaldo Ardiles, ex-futebolista e treinador de futebol argentino.
  - Nonato Luiz, músico brasileiro.
- 1953
  - Shéu Han, ex-futebolista português.
  - Paulo Isidoro, ex-futebolista brasileiro.
  - Marlene Dumas, pintora sul-africana.
- 1954 — Anad Abid, ex-futebolista iraquiano.
- 1955 — Siegfried Selberherr, engenheiro austríaco.
- 1958 — Lambert Wilson, ator francês.
- 1959
  - Diamantino Miranda, ex-futebolista e treinador de futebol português.
  - Koichi Tanaka, químico japonês.
  - John C. McGinley, ator estadunidense.
- 1960
  - Kim Milton Nielsen, ex-árbitro de futebol norueguês.
  - Mariana Constantin, ex-ginasta romena.
  - Tim Mayotte, ex-tenista estadunidense.
- 1961 — Carlos Careqa, cantor e ator brasileiro.
- 1962
  - Maurice Malpas, treinador de futebol e ex-futebolista britânico.
  - Tsutomu Sakamoto, ex-ginasta japonês.
- 1963
  - James Hetfield, músico estadunidense.
  - Isaiah Washington, ator estadunidense.
  - Graham Arnold, ex-futebolista e treinador de futebol australiano.
- 1964
  - Lucky Dube, cantor sul-africano (m. 2007).
  - Abhisit Vejjajiva, político tailandês.
- 1965 — Flávio Fachel, jornalista brasileiro.
- 1966 — Greg Ray, ex-automobilista estadunidense.
- 1967
  - Mathieu Kassovitz, ator, diretor e roteirista francês.
  - Alex Cevallos, ex-futebolista equatoriano.
- 1969 — Hélcio Roberto Alisk, ex-futebolista brasileiro.
- 1970
  - Gina G, cantora australiana.
  - Masahiro Sakurai, designer de games japonês.
- 1972
  - Pimentel, ex-futebolista brasileiro.
  - Brigid Brannagh, atriz estadunidense.
  - Melissa Ponzio, atriz estadunidense.
- 1973
  - Isabel Fillardis, atriz brasileira.
  - Stephen Graham, ator britânico.
  - Nikos Dabizas, ex-futebolista grego.
  - Michael Ealy, ator estadunidense.
  - Jay Cutler, fisiculturista estadunidense.
- 1974
  - Odelín Molina, ex-futebolista cubano.
  - Khalid Al-Rashaid, ex-futebolista saudita.
  - Igor Yanovskiy, ex-futebolista russo.
- 1975
  - Wael Gomaa, ex-futebolista egípcio.
  - Felix Brych, árbitro de futebol alemão.
  - Neider Morantes, ex-futebolista colombiano.
- 1976 — Khamis Al-Zahrani, ex-futebolista saudita.
- 1977
  - Rui Silva, atleta português.
  - Óscar Pereiro, ex-ciclista espanhol.
  - Tom Brady, ex-jogador de futebol americano estadunidense.
- 1978
  - Suzana Alves, atriz brasileira.
  - Collin Benjamin, ex-futebolista e treinador de futebol namibiano.
  - Johnny Eduardo, lutador brasileiro de artes marciais mistas.
  - Tommy Dewey, ator e produtor de televisão estadunidense.
- 1979
  - Evangeline Lilly, atriz e modelo canadense.
  - Igor, ex-futebolista brasileiro.
  - Corrado Colombo, ex-futebolista italiano.
  - Danso Gordon, ator canadense.
- 1981
  - Lucas Lobos, ex-futebolista argentino.
  - Pablo Ibáñez, ex-futebolista espanhol.
- 1982 — Everton Kempes, futebolista brasileiro (m. 2016).
- 1983
  - Francisco Zuela, ex-futebolista angolano.
  - Augusto Recife, ex-futebolista brasileiro.
  - Mamie Gummer, atriz estadunidense.
- 1984
  - Yasu, ilustrador japonês.
  - Fred Arrais, cantor, compositor e multi-instrumentista brasileiro.
  - Ryan Lochte, nadador estadunidense.
  - Sunil Chhetri, futebolista indiano.
  - Emily Baldoni, atriz sueca.
  - Mile Jedinak, ex-futebolista australiano.
  - Kyle Schmid, ator canadense.
- 1985
  - Georgina Haig, atriz australiana.
  - Rubén Limardo, esgrimista venezuelano.
- 1986
  - Daniel Akpeyi, futebolista nigeriano.
  - Charlotte Casiraghi, princesa e jornalista monegasca.
  - Luís de Luxemburgo.
- 1987
  - Gary Medel, futebolista chileno.
  - Bárbara Riveros, triatleta chilena.
  - Fran Rico, ex-futebolista espanhol.
  - Salcy Lima, jornalista brasileira.
- 1988
  - Maikon Leite, futebolista brasileiro.
  - Sven Ulreich, futebolista alemão.
  - Ben Nguyen, lutador estadunidense de artes marciais mistas.
- 1989
  - Allan do Carmo, nadador brasileiro.
  - Jules Bianchi, automobilista francês (m. 2015).
  - Sam Hutchinson, futebolista britânico.
  - Themba Zwane, futebolista sul-africano.
  - Matteo Bruscagin, futebolista italiano.
  - Yaroslav Rakitskiy, futebolista ucraniano.
- 1990
  - Tobias Hegewald, automobilista alemão.
  - Harramiz Soares, futebolista são-tomense.
  - Auriol Dongmo, atleta portuguesa.
  - Benjamin André, futebolista francês.
  - Haruka Tachimoto, judoca japonesa.
  - Silvan Dillier, ciclista suíço.
- 1991
  - Mayra Aguiar, judoca brasileira.
  - Priscilla Gneto, judoca francesa.
  - Nyvi Estephan, apresentadora, influenciadora digital e atriz brasileira.
  - Reinaldo Montalvão, YouTuber brasileiro.
- 1992
  - Karlie Kloss, modelo estadunidense.
  - Jannik Vestergaard, futebolista dinamarquês.
  - Denis Ablyazin, ginasta russo.
  - Abdullah Otayf, futebolista saudita.
- 1993
  - Carol Macedo, atriz brasileira.
  - Tom Liebscher, canoísta alemão.
  - Jucinara, futebolista brasileira.
  - Matteo Politano, futebolista italiano.
  - Vinícius Santos Silva, futebolista brasileiro.
- 1994
  - Emerson Palmieri, futebolista ítalo-brasileiro.
  - Serge Kevyn, futebolista gabonês.
  - Corentin Tolisso, futebolista francês.
- 1995 — Oleksandr Khyzhniak, pugilista ucraniano.
- 1996
  - Kevin Álvarez, futebolista hondurenho.
  - David Solans, ator espanhol.
- 1998
  - Cozi Zuehlsdorff, atriz e cantora estadunidense.
  - Eduardo Aguirre, futebolista mexicano.
- 1999
  - Yeonjung, cantora sul-coreana.
  - Brahim Díaz, futebolista hispano-marroquino.
- 2000
  - Landry Bender, atriz estadunidense.
  - Tony Arbolino, motociclista italiano.

## Mortes

### Anteriores ao século XIX
- 1003 — Altai, califa abássida (n. 932).
- 1460 — Jaime II da Escócia (n. 1430).
- 1527 — Scaramuccia Trivulzio, cardeal italiano (n. 1465).
- 1546 — Antonio Cordiani, arquiteto italiano (n. 1484).
- 1780 — Étienne Bonnot de Condillac, filósofo francês (n. 1715).
- 1797 — Jeffery Amherst, oficial britânico (n. 1717).

### Século XIX
- 1805 — Christopher Anstey, escritor e poeta britânico (n. 1724).
- 1848 — Edward Baines, político britânico (n. 1774).

### Século XX
- 1924 — Joseph Conrad, romancista anglo-polonês (n. 1857).
- 1939 — Políbio Gomes dos Santos, poeta português (n. 1911).
- 1942 — Richard Willstätter, químico alemão (n. 1872).
- 1943 — Elizabeth Webb Nicholls, sufragista australiana (n. 1850).
- 1958 — Peter Collins, automobilista britânico (n. 1931).
- 1966 — Lenny Bruce, ator, comediante e roteirista estadunidense (n. 1925).
- 1977 — Makarios III, arcebispo e político cipriota (n. 1913).
- 1983 — Carolyn Jones, atriz estadunidense (n. 1930).
- 1987 — Luso de Barros Matos, presbítero católico brasileiro (n. 1906).
- 1990 — Betty Amann, atriz alemã (n. 1905).
- 1993 — Lúcio Alves, cantor e compositor brasileiro (n. 1927).
- 1992 — Wang Hongwen, revolucionário e político chinês (n. 1935).
- 1995
  - Ida Lupino, atriz e cineasta estadunidense (n. 1918).
  - Marcelo Gastaldi, ator e dublador brasileiro (n. 1944).

### Século XXI
- 2002
  - Linneu Dias, ator, cineasta e escritor brasileiro (n. 1928).
  - Carmen Silvera, atriz e cantora canadense (n. 1922).
- 2006
  - Elisabeth Schwarzkopf, soprano alemã (n. 1915).
  - Arthur Lee, músico e compositor estadunidense (n. 1945).
- 2008 — Aleksandr Solzhenitsyn, escritor russo (n. 1918).
- 2009 — Samir Ghosheh, militar palestino (n. 1937).
- 2011 — Bubba Smith, jogador de futebol americano e ator estadunidense (n. 1945).
- 2012 — Severino Araújo, maestro brasileiro (n. 1917).
- 2016 — Chris Amon, automobilista neozelandês (n. 1943).

## Feriados e eventos cíclicos

### Brasil
- Dia do Tintureiro
- Dia do Capoeirista
- Aniversário da cidade de Nerópolis, Goiás
- Aniversário das cidades de Ibirapitanga e Potiraguá, Bahia
- Aniversário da cidade de Cassilândia, Mato Grosso do Sul

### Cristianismo
- Aspreno de Nápoles
- Eufrônio de Augustoduno
- Gamaliel
- Lídia de Tiatira
- Nicodemos

## Outros calendários
- No calendário romano era o 3.º dia (III) antes das nonas de agosto.
- No calendário litúrgico tem a letra dominical E para o dia da semana.
- No calendário gregoriano a epacta do dia é xxii.